# Paulo Emilio
Paulo Emilio (3 stycznia 1936 - 17 maja 2016) – brazylijski piłkarz.

## Kariera trenerska
Pracował jako trener w Portuguesa, Ypiranga, Vitória, Desportiva, America, Nacional, Santa Cruz, Remo, EC Bahia, Fluminense FC, CR Vasco da Gama, Guarani FC, Sporting CP, Goiás EC, Paysandu SC, Botafogo, Goiás EC, Náutico, Santos FC, Fortaleza, São José, Noroeste, Al-Hilal, Athletico Paranaense i Cerezo Osaka.